# Seis días de Los Ángeles
Los Seis días de Los Ángeles era una carrera de ciclismo en pista, de la modalidad de seis días, que se disputó en Los Ángeles, Estados Unidos. Su primera edición data del 1932 y duró hasta 1973, aunque con tan solo siete ediciones.

## Palmarés
| Año       | Ganadores                       | Segundos                      | Terceros                      |
| --------- | ------------------------------- | ----------------------------- | ----------------------------- |
| 1932      | Louis Berti Henry O'Brien       | Raoul Basquez Snavely         | Raoul Larazolla Joe Rivera    |
| 1933      | edición no realizada            |                               |                               |
| 1934 (1)  | Eddy Testa Lew Rush             | Charles Winter Cecil Yates    | Frank Bartell Jack McCoy      |
| 1934 (2)  | Geary May Félix Lafenetre       | Davidson Reginald McNamara    | George Antrobus George Parker |
| 1935      | Alfred Crossley Jimmy Walthour  | Henry O'Brien Piet van Kempen | Henri Lepage Fred Ottevaire   |
| 1936      | edición no realizada            |                               |                               |
| 1937 (1)  | Oscar Juner Bob Walthour        | Joe Devito Frank Turano       | Archie Bollaert Bing Maffei   |
| 1937 (2)  | Archie Bollaert George Bollaert | Albert Sellinger Ewald Wissel | Mike Defilippo Schröder       |
| 1938-1972 | ediciones no realizadas         |                               |                               |
| 1973      | Klaus Bugdahl Graeme Gilmore    | Dieter Kemper Tim Mountford   | Jack Simes John Vandevelde    |